# حيرة (مسلسل)
حيرة هو مسلسل تلفزيوني درامي عراقي مُستوحى من المسلسل التركي سامحيني من إنتاج مجموعة إم بي سي، عرض لأول مرة في 18 سبتمبر 2022 على قنوات مجموعة إم بي سي، المسلسل من إخراج ماهر بيراف، وسيناريو وتأليف حامد المالكي، ومن بطولة ألكسندر علوم، زهراء بن ميم، إياد الطائي، براء الزبيدي، بكر خالد وحيدر عبد ثامر.

## قصة المسلسل
في حكاية يتخللها الحب والانتقام، يتوجب على عاشقين مواجهة مجتمع قاسٍ، ووالد متسلط، عازم على منع زواجهما.

## طاقم التمثيل
- ألكسندر علوم دور جمال
- زهراء بن ميم بدور سمر إلى نهاية الحلقة 90
- إياد الطائي دور عدنان نعمان
- براء الزبيدي دور فريدة
- بكر خالد دور كمال
- حيدر عبد ثامر دور سهيل
- مهند ستار دور وسام
- أنعام الربيعي دور بلقيس
- بتول كاظم دور مديحة
- أحمد الخفاجي دور سيف
- غيد صالح دور رويدة
- سهير صلاح دور هند
- مجد الخضر دور مهند
- كادي القيسي بدور سمر حلقة 91 فما فوق .
- [5]

## روابط خارجية
- حيرة على موقع IMDb (الإنجليزية)
- حيرة على موقع قاعدة بيانات الأفلام العربية
- حيرة على موقع قاعدة بيانات الفيلم (الإنجليزية)